# Ruski formalizam
Ruski formalizam predstavlja književno-teorijsku orijentaciju koja je svojim temeljnim zadatkom smatrala istraživanje pojavnih oblika (forme) autonomnog književnog dela. Javlja se u Rusiji 1915. i traje do 1928. godine.
Predstavnici formalizma su se prvobitno okupljali u Opojazu (Общество изучения поэтического языка - "Društvo za proučavanje pesničkog jezika"), koje je utemeljeno 1916. u Petrogradu. Radove su objavljivali u izdanjima Сборники по теории поэтического языка ("Zbornici za teoriju pesničkog jezika") i Поэтика ("Poetika"), u zasebnim knjigama, a nekad i u časopisu ЛЕФ ("LEF").
Najznačajniji predstavnici ruskog formalizma bili su Viktor Šklovski, Boris Ejhembaum, Jakubinski, Roman Jakobson, Jurij Tinjanov, Boris Tomaševski, O. Brik i dr, a bliski ovom krugu su bili i V. Žirmunski, V. Vinogradov.

### Počeci
Pretečom se smatra Andrej Beli koji je u svom radu Simbolizam (1910. god.) kritikovao dotadašnju književnu kritiku i istoriju jer su ispitivale pojave koje nisu dozvoljavale donošenje objektivnog suda i zapostavljale su bitnu stranu književnog dela - formu. Za Belija forma je "samo meso iskazivanja misli, reči, povezivanja reči". Od teoretičara izdvaja jedino Veselovskog i Potebnju.
Boris Ejhembaum na početku rada Teorija formalnog metoda takođe kritikuje postojaću nauku o književnosti. Kao i Beli, poziva se na teorijsko nasleđe Veselovskog i Potebnje i govori da je postao "umrtvljeni kapital, kao neko blago koje su lišili njegove vrednosti nedostatkom hrabrosti da ga se dotaknu."
Ejhembaum ističe da se formalni metod nije formirao kao rezultat stvaranja posebnog "metodološkog" sistema, već u borbi za samostalnost i konkretnost književne nauke. Ne postavlja se kao principijelno pitanje o metodama proučavanja književnosti, već o književnosti kao predmetu proučavanja.
Predstavnike formalnog metoda su prekoravali zbog nejasnosti ili nedostatka principijelnih stavova, zbog ravnodušnosti prema opštim pitanjima estetike, psihologije, filozofije itd. Za njih je karakteristično otcepljenje od estetike. Ostavivši po strani čitav niz opštih problema (problem lepog, svrhe umetnosti, itd.), koncentrisali su se na konkretne probleme nauke o umetnosti.
Istaklo se pitanje o shvatanju umetničke forme i njene evolucije, a odatle i čitav niz teorijskih i istorijskih pitanja. U radovima formalista jasno su se ispoljili takvi principi koji su narušavali tradicije, koje su izgledale čvrste, i "aksiome" ne samo nauke o književnosti, već i nauke o umetnosti u celini. Estetika se pokazala naga, a umetnost je namerno postala obnažena.
Ustanak futurista (Hlebnjikova, Kručenihova, Majakovskog) protiv sistema simbolizma bio je oslonac za formaliste. Za razliku od simbolista čija je poetika bila obojena subjektivnim estetičkim i filozofskim teorijama, formalisti poetiku vraćaju na put naučnog ispitivanja činjenica. Osnovna parola, koja je ujedinila prvu grupu formalista, bila je parola oslobađanja pesničke reči od okova filozofskih i religioznih tendencija.
Princip specifikacije i konkretizacije književne nauke pokazao se kao osnovni za organizaciju formalnog metoda. Predmet kniževne nauke mora biti ispitivanje specifičnih osobenosti književnog materijala koji ga čini različitim od svakog drugog, mada bi taj materijal svojim drugim, posebnim crtama davao povod da se njime koriste kao pomoćnim i druge nauke. Roman Jakobson u radu Najnovija ruska poezija ističe da "predmet nauke o književnosti nije književnost nego literarnost", tj. ono što čini dat proizvod književnim proizvodom.
Da bi se učvrstio princip specifikacije, ne obraćajući se spekulativnoj estetici; trebalo je uporediti književni niz sa drugim nizom činjenica.

### Odnos pesničkog i praktičnog jezika
Poređenje "pesničkog" jezika sa jezikom "praktičnim", razrađeno u prvim zbirkama Opojaza (u člancima Jakubinskog) dobilo je značenje polaznog principa u radu na pitanjima poetike. Tako se umesto uobičajene usmerenosti na istoriju kulture, psihologiju, estetiku itd., kod formalista pojavila, za njih karakteristična, usmerenost na lingvistiku, na nauku koja se po svom materijalu ispitivanja dodiruje sa poetikom. Takođe, i lingvisti su se zainteresovali za formalni metod.
Jakubinski u radu O zvucima pesničkog jezika poredi pesnički i govorni jezik:
Govorni jezik - govornik se služi jezičkim predstavama zbog praktičnog cilja komunikacije. U govornom jeziku jezičke predstave (zvuci, morfološki delovi i dr.) nemaju samostalnu vrednost, već se javljaju samo kao sredstvo komunikacije. Kada se praktični cilj povuče u zadnji plan jezičke predstave dobijaju samostalnu vrednost.
Uočavanje ove razlike bilo je značajno i zbog tumačenja tendencije futurista prema "zaumnom jeziku" kao prema najpotpunijem otkrivanju "samovrednosti". "Zaumni" ogledi futurista dobili su principijelan značaj kao demonstracija protiv simbolizma, koji nije išao dalje od "instrumetalizacije" koja prati smisao i ovaploćuje zvukove u stihovanu reč. Pitanje o zvucima u stihu dobilo je naročit značaj i upravo u tom pitanju su se formalisti, ujedinivši se sa futuristima, sukobili sa teoretičarima simbolizma. Viktor Šklovski u radu O poeziji i zaumnom jeziku ističe da su "ljudima potrebne reči i izvan smisla". Zaumnost se ispoljava kao rasprostranjena jezička činjenica, kao pojava karakteristična za poeziju - "zaumnost se krije pod maskom nekog značenja... čak ni pesnici ne razumeju sadržaj svojih stihova." "Za uživanje u zaumnoj reči, koja ništa ne znači, nesumnjivo je važna izvorna strana govora, i sastoji veliki deo uživanja koje pruža poezija". "Pesnički jezik nije samo jezik slika i zvuci u stihu se ne javljaju samo kao elementi spoljne blagozvučnosti i ne igraju samo ulogu pratioca smisla, već imaju samostalni značaj." To je ujedno i nagoveštaj preispitivanja Potebnjine teorije da je poezija "mišljenje u slikama".
Formalisti su započeli svoj rad pitanjem o zvucima stiha, kao najspornijem i najprincipijelnijem za to doba. Razlika između pesničkog i proznog jezika od samog početka je odredila rad formalista.
Simbolisti, primivši opštu teoriju Potebnje - poezija je mišljenje u slikama - prevlast su davali slici-simbolu, te nisu mogli da prevaziđu teoriju "harmonije forme i sadržine". Formalisti su se oslobađali od ovog uzajamnog odnosa i od pojma forme kao omotača, kao suda u koji se sipa tečnost (sadržina). Činjenice umetnosti svedoče o tome da se njena specifičnost ne iskazuje u elementima koji ulaze u delo, već u njihovoj specifičnoj upotrebi.
Šklovski je u radu Vaskrsenje reči, delimično se pozivajući na Potebnju i Veselovskog, isticao princip osetljivosti forme, kao specifičnog znaka umetničkog opažaja. "Mi ne preževljavamo ono što je uobičajeno, ne vidimo ga, već prepoznajemo... Ako poželimo da stvorimo definiciju pesničkog i uopšte umetničkog opažaja, nesumnjivo ćemo se nameriti na definiciju: umetnički opažaj je takav opažaj pri kom se proživljava forma (može biti i ne samo forma, ali forma neizostavno)."

### Odnos prema formi
Pojam forme se javio u novom značenju, ne kao omotač, već kao punoća, kao nešto konkretno-dinamično, sadržajno samo po sebi, izvan svih uzajamnih odnosa. Osetljivost forme javlja se kao rezultat naročitih umetničkih postupaka koji zahtevaju da se proživi forma.
Članak Viktora Šklovskog Umetnost kao postupak, koji se pojavio kao svojevrsni manifest formalnog metoda, otvorio je perspektivu za konkretnu analizu forme. U ovom članku je očigledno odstupanje od Potebnje i teorijskih principa simbolizma. Članak počinje osporavanjima osnovnih stavova Potebnje o slikovitosti, govoreći da su slike gotovo nepokretne: "Što više objašnjavate epohu, time se više uveravate da su slike, koje ste smatrali tvorevinama nekog pesnika, uzete od drugih i da se upotrebljavaju gotovo neizmenjene. Sav rad pesničkih škola svodi se na nagomilavanje i ponavljanje novih postupka rasporeda i obrade pisanog materijala i, delimično, mnogo više raspoređivanja nego stvaranja slika. Slike su date, i u poeziji se pesnici više sećaju slika nego što o njima misle. Mišljenje u slikama ne objedinjuje sve vidove umetnosti, niti njegove smene čine suštinu poezije." Pesnička slika je jedan od pesničkih postupaka (kao paralelizam, poređenje, ponavljanje itd.).
Zajedno sa ovim stavom odbacio se princip umetničkog ekonomisanja, koji se čvrsto utemeljio u teoriju umetnosti. Kao protivteža njemu istaknuti su postupak "oneobičavanja" i postupak "teške forme", koja "povećava teškoću i dužinu opažanja, s obzirom na to da je proces opažanja u umetnosti samom sebi cilj i mora biti produžen."
Umetnost se shvata kao način rušenja automatizma opažaja; cilj slike nije u približavanju njenog značaja našem shvatanju, već u stvaranju naročitog opažanja predmeta, u stvaranju "viđenja", a ne "prepoznavanja" predmeta.
Svi ovi članci predstavljaju početni period rada formalista. Glavno dostignuće tog perioda bilo je utvrđivanje niza teorijskih principa koji su poslužili kao hipoteza za dalje konkretno ispitivanje činjenica i prevazilaženje postojaćih teorija. Glavni napori bili su izučavanje "forme", obrazloženje šta umetnost reči mora izučavati u posebnim crtama. U daljoj evoluciji mnogo veći značaj imaće pojam "postupka" zato što on direktno proizlazi iz uviđanja razlike između pesničkog i praktičnig jezika.

### Odnos fabule i sižea
Uporedo sa pitanjem o Potebnji, nametalo se i pitanje o odnosu prema gledištima A. Veselovskog i njegove teorije sižea.
Osobit značaj u tom periodu imaju radovi V. Šklovskog o teoriji sižea i romana. Na najraznovrsnijem materijalu - bajke, priče sa Istoka,Servantesov Don Kihot, Tolstoj, Stern i dr. - Šlovski demonstrira prisutnost naročitih postupaka konstrukcije sižea i njihovu vezu sa opštim postupcima stila. U radu Veza postupaka konstrukcije sižea sa opštim postupcima stila utvrđuje prisutnost naročitih postupaka konstrukcije sižea, što ilustuje brojnim primerima, menjajući tradicionalno mišljenje o sižeu kao o spoju niza motiva, i prevodeći ga iz oblasti tematskih u oblast konkretnih pojmova. Pojam sižea je dobio nov smisao koji se ne podudara sa pojmom fabule. Veliki teorijski značaj imalo je utvrđivanje analogije između postupka konstrukcije sižea i postupaka stila.
Za ep uobičajena stepenasta konstrukcija našla se u istom nizu sa zvukovnim ponavljanjima, tautologijom, paralelizmom itd. Ovo je ujedno i karakterističan sukob sa teorijom Veselovskog koji je u takvim slučajevima pribegavao ne teorijskoj, već istorijsko-genetičkoj hipotezi. Geneza može samo da rastumači poreklo, a za poetiku je bitno tumašenje književne funkcije.
Susrevši se sa formulacijom Veselovskog - "Nova forma se javlja radi toga da izrazi novu sadržinu" - Šklovski ističe drugu tačku gledišta: "Nova forma se javlja ne radi toga da izrazi novu sadržinu, nego da zameni staru formu, koja je već izgubila svoje umetničke osobine." Karakterističan dinamizam umetnosti se ispoljava u stalnim narušavanjima kanona koji se stvara.

### Pojam motivacije
Prelaz ka istoriji književnosti javio se kao rezultat ne prostog širenja tema proučavanja, već kao rezultat evolucije shvatanja formi. Pokazalo se da se književno delo ne prima izolovano, njegova forma se oseća u zavisnosti od drugih dela, a ne sama po sebi. Samim tim su formalisti konačno izašli iz granica onog formalizma koji se shvata kao izrada shema i klasifikacija.
U članku Šklovskog postoji još jedan pojam koji je odigrao značajnu ulogu u kasnijem proučavanju romana - pojam motivacije.
Utvrđivanje različitih postupaka sižejne konstrukcije (stepenasta konstrukcija, paralelizam, uokviravanje, nizanje i dr.) odredio je razliku između elemenata konstrukcije dela i elemenata koji obrazuju njen materijal, fabulu, izbor motiva, junaka, ideja itd.
Formalisti su usmerili svoje snage upravo da pokažu značaj konstruktivnih postupaka, a sve ostalo da potisnu u drugi plan, kao motivaciju.
Pojmu motivacije Šklovski pridaje pažnju u radovima Odvajanje sižea i Sternov "Tristam Šendi" i teorija romana. U oba rada posmatra odnos između postupka i motivacije. Don Kihot je prelazni momenat od zbirke novela (npr. Dekameron) ka romanu s jednim junakom, koji je izgrađen postupkom nizanja i kome putovanje služi kao motivacija. U analizi ovog romana Šklovski između ostalog pokazuje neistrajnost junaka i dolazi do zaključka da se njegov "tip" javio kao "rezultat dejstva građenja romana". Tako se podvlačilo gospodarenje konstrukcije, sižea nad materijalom.
Za osvetljavanje takvih teorijskih problema kao najprikladniji materijal služi umetnost koja nije potpuno motivisana ili koja namerno uništava motivisanost i otkriva konstrukciju. Primer za to je Sternov Tristam Šendi.
Posmatrajući namerno otkrivanje konstruktivnih postupaka, Šklovski dokazuje da je kod Sterna, pedalizirana sama gradnja romana: kod njega saznanje forme, putem njenog narušavanja, upravo stvara sadržaj romana. Na kraju rada Šklovski formuliše razliku između sižea i fabule: "Pojam sižea suviše često mešaju sa opisom događaja, s tim što predlažem da se uslovno nazove fabula. U samoj stvari, fabula je samo materijal za sižejno oformljavanje..."
Konstrukcijom novele se bavio Boris Ejhenbaum u radovima Kako je napravljen Gogoljev "Šinjel" i O'Henri i teorija novele. Gogoljevski tekst se sastoji od "živih govornih predstava i govornih emocija". Kod Gogolja se reči i rečenice biraju i spajaju po principu izražajnog pripovedanja, u kome naročita uloga pripada artikulaciji, mimici, zvučnim gestovima, itd. Sa tog gledišta je analizirana kompozicija Šinjela, sagrađena na smeni komične priče i sentimentalne melodramatične deklamacije, koja daje priči karakter groteske.
Proučavanje proze je na taj način pokrenuto sa mrtve tačke. Odredila se razlika između pojma sižea kao konstrukcije i fabule kao materijala, ispoljili su se tipični postupci izgradnje sižea, zahvaljujući čemu se otvarala perspektiva za rad na istoriji i teoriji romana; uporedo s tim se istakao problem priče, kao konstruktivnog principa nesižejne novele.

### Diferancijacija: proza i stih
Kao protivteža simbolistima, koji su se u to vreme trudili da unište i u teoriji i u praksi granice između stiha i proze, i koji su stoga pažljivo istraživali metar u prozi (A. Beli), formalisti su oštro insistirali na oštrom razgraničavanju ovih vidova pisane umetnosti. Teorije stiha u širokom smislu te reči nije bilo. Trebalo se udaljiti od specijalnih problema metrike i prići stihu sa nekog principijelnijeg gledišta. Trebalo je pre svega postaviti pitanje ritma, tako da se on ne oslanja na metriku i da zahvati više suštinske strane stihovnog govora.
O. Brik u radu O ritmičko-sintaksičkim figurama ističe da pojam ritma gubi svoj apstraktni karakter i stupa u vezu sa rečenicom. Ovaj korak je bio isto toliko važan za proučavanje stiha kao što je za proučavanje proze bilo važno povezati siže sa konstrukcijom. Ritam se pojavljuje kao konstruktivna osnova stiha koja određuje sve njegove elemente. No, Brikov rad je samo naznačio mogućnost novog puta.
Ejhenbaum u se radu Melodika stiha bavi proučavanjem stiha u njegovoj zvučnosti. Razlikovanje po stihovima se čini obično na osnovu leksike. Ritmičko-sintaksičke pojave posmatraju se same po sebi, a u vezi sa problemom konstruktivnog značenja stihovne i govorne intonacije.
Sa radom Borisa Tomaševskog Rusko stihotvorstvo metrika se povlačila u drugi plan, a u prvi je izbila teorija stiha u celini. "Ritmički postupci mogu učestvovati u raznom stepenu u stvaranju umetničko-ritmičkog utiska; u pojedinim delima može da prevlada ovaj ili onaj postupak; ovo ili ono sredstvo može biti dominanta". Tako shvaćena pesnička forma ne suprotstavlja se nekom "sadržaju" koji stoji izvan nje i s mukom se uklapa u formu, već je treba shvatiti kao originalan sadržaj pesničkog govora.
Roman Jakobson u radu O češkom stihu ističe da je teoriji o "bezuslovnom podudaranju stiha i duha jezika, i neprotivljenja forme i materijala" suprotstavljena "teorija organizovanog nasilja pesničke forme nad jezikom". Takođe, ukazao je i na principijelnu razliku između emocijonalnog i tehničkog jezika. "Poezija može da iskoristi metode emocionalnog jezika, ali samo u svoje ciljeve." "...Ulazeći u stih, reč kao da se vadi iz običnog govora, okružuje se novom pojmovnom atmosferom, prihvata se na fonu ne govora uopšte, nego govora pesničkog." (J. Tinjanov)
Tinjanov ističe da materijal pisane umetnosti nije istorodan i nema isti značaj, "jedan momenat može biti istaknut na račun ostalih, od čega se ovi ostali deformišu, a ponekad se spuštaju do stepena neutralnog rekvizita." "Pojam materijala ne izlazi izvan granica forme i on je formalan; njegovo mešanje sa vanknjiževnim momentima je pogrešno." "Jedinstvo dela nije zatvorena simetrična celina, već dinamična celina koja se razvija; među njenim elementima nema nema statičnog znaka jednakosti i sabiranja, već uvek postiji dinamički znak uzajamnosti i integracije."
Ritam je konstruktivni faktor stiha, koji se provlači kroz sve njegove elemente. Za objektivni znak stihovanog ritma ustanovljeno je jedinstvo i kontaknost ritmičkog niza koji se nalaze u neposrednoj vezi jedno s drugim.
"Predmetom proučavanja, koje pretenduje da bude proučavanje umetnosti, mora biti ono specifično što ga odvaja od drugih grana intelektualnog rada, čineći ih svojim materijalom i oruđem."

### Književna evolucija
Obrazovala se dvojna perspektiva svoje vrste:
1. perspektiva teorijskog proučavanja
2. perspektiva istorijskog proučavanja - proučavanje književne evolucije.

"Rad na konkretnom materijalu primorao nas je da počnemo govoriti o funkcijama i, samim tim, da pojam postupka učinimo složenijim. Teorija je sama zatražila izlaz u istoriju" (Ejhenbaum).
Potreba za proučavanjem evolucije predstavlja ponovni sukob sa tradicijama akademske nauke i sa tendencijama kritike, koja se ograničavala na biografsko i psihološko proučavanje pojedinih (samo "velikih") pisaca.
U odnosu na druge formalisti su morali delovati ukazivanjem na konkretne istorijske činjenice, na tok i promenljivost forme, na neophodnost uzimanja u obzir konkretnih funkcija raznih postupaka; na razliku između kniževnog dela kao određene istorijske činjenice i njenog slobodnog tumačenja sa gledišta savremenih književnih potreba, ukusa i interesa. Tu su karakteristične knjige Tinjanova Dostojevski i Gogolj i Šklovskog Rozanov. Osnovni zadatak Tinjanova je bio da dokaže da se knjiga Selo Stepaničkovo Dostojevskog predstavlja parodiju, da se iza njenog prvog plana skriva i drugi - Gogolj i njegova Prepiska sa prijasteljima. Ali ovo posebno pitanje prerasta kod njega u čitavu teoriju parodije - kao stilskog postupka i kao jedno od ispoljavanja dijalektičke smene škola, koja uvek ima veliki istorijsko-književni značaj.
"Kada govore o književnoj tradiciji ili sukcesivnosti... obično zamišljaju neku pravu liniju koja sjedinjuje mlađeg predstavnika izvesne književne grane sa starijim. Međutim, nema produžetka prave linije; postoji pre odlaženje, odvajanje od izvesne tačke - borba... Svaka književna sukcesivnost je, pre svega, borba, rušenje stare celine i novo građenje starih elemenata".
U knjizi o Rozanovu Šklovski je razvio teoriju književne evolucije. Šklovski ukazuje na to da se književnost kreće unapred po isprekidanoj liniji: "U svakoj književnoj postoji ne jedna, već nekoliko književnih škola. One u književnosti postoje istovremeno, pri čemu jedna od njih predstavlja njen kanonizovani greben. Druge postoje nekanonizovano... U trenutku kanonizacije starije umetnosti u nižem sloju se stvaraju nove forme - "mlađa linija", koja prodire na mesto starije."
Sa shvatanjem književne evolucije, kao dijalektičke smene formi, ne pribegavaju pomoći onog materijala koji je zauzimao centralni položaj u istorijsko-književnim radovima starog tipa. Evoluciju književnosti proučavaju u toj meri u kojoj ona nosi specifičan karakter i u onim granicama u kojima se ona pokazuje samostalna, nezavisna neposredno od drugih vrsta kultura. Interesuje ih sam proces evolucije, sama dinamika književnih formi, ukoliko se ona može posmatrati na činjenicama iz prošlosti.
Centralni problem istorije književnosti je problem evolucije izvan ličnosti, odnosno proučavanje književnosti kao svojevrsne socijalne pojave. U vezi sa tim, ogroman značaj dobija pitanje o obrazovanju i smeni žanrova, a samim tim i "drugostepena" i "masovna" književnost. Istorija nam može dati ono što ne može savremenost - punoću materijala.
Evolucija formalnog metoda je dokaz da i nauka evoluira.
1. Od prvobitnog sumarnog protistavljanja jezika praktičnom, prišli su diferenciranju pojma praktičnog jezika u njegovim raznim funkcijama (Jakubinski) i razrešenju metoda pesničkog i emocionalnog jezika (Jakobson).
2. Od opšteg pojma forme, ka pojmu postupka, ka pojmu funkcije.
3. Od pojma pesničkog ritma u njegovoj suprotnosti prema metru ka pojmu ritma kao konstruktivnog faktora stiha u celini, a samim tim poimanju stih kao posebne forme govora, koja ima svoje jezičke (sintaksičke, leksičke i semantičke) osobine.
4. Od pojma sižea kao konstrukcije ka pojmu materijala kao motivisanosti, ka poimanju materijala kao elementa koji učestvuje u konstrukciji u zavisnosti od karaktera dominante koja obrazuje formu.
5. Od ustanovljenja jedinstva postupka na raznovrsnom materijalu ka diferenciranju po funkcijama - ka pitanju o evoluciji formi, tj. problemu književno-istorijskog proučavanja.